# Енні (мюзикл)
«Енні» (англ. Annie) — мюзикл на музику Чарльза Страуса, слова Мартіна Чарніна та лібрето Томаса Міхана. Заснований на стріп-коміксі 1924 року «Маленька сирітка Енні» Гарольда Грея (який, своєю чергою, був натхненний віршем «Маленька сирітка Енні» (англ. Little Orphant Annie) американського письменника Джеймса Віткомба Райлі). Оригінальна бродвейська постановка відбулася в 1977 році і тривала майже шість років, встановивши рекорд для Театру Елвіна (нині Театр Ніла Саймона). Успіх викликав численні постановки в багатьох країнах, а також національні тури, та здобуття семі нагород «Тоні», у тому числі за найкращий мюзикл. Пісні мюзиклу «Tomorrow» і «It's the Hard Knock Life» є одними з його найпопулярніших музичних номерів.

## Історія
E 1972 році поет Мартін Чарнін вперше звернувся до письменника Томаса Міхана з пропозицією написати лібрето до мюзиклу про маленьку сирітку Енні. Міхан вивчив комікси про цю героїню, але не зміг знайти задовільного матеріалу для мюзиклу, окрім героїв Енні, Олівера Ворбакса та Сенді, тому він вирішив написати власну історію. Оскільки уродженці Нью-Йорка — Міхен, Чарнін і Страус — були свідками суспільної депресії періоду правління президента Ніксона та війни у В'єтнамі, Міхен вирішив розгорнути історію в Нью-Йорку під час такої ж бурхливої Великої депресії. Він бачив персонаж Енні як американську жіночу версію XX століття заголовних персонажів-сиріт із творів Чарльза Дікенса «Пригоди Олівера Твіста» та «Життя Девіда Коперфілда, розказане ним самим», з таємницями їхнього походження та іншими аналогіями. Чарнін і Страус загалом схвалили лібрето Міхана, але вирізали значну частину тексту; пізніше автор видав повний текст у вигляді роману.

## Стислий сюжет

### Акт I
У 1933 році одинадцятирічна Енні живе в притулку Нью-Йорка, мріючи про повернення своїх батьків, які залишили її ще немовлям. Вона вирішує втекти, але після кількох пригод з доброзичливим собакою Сенді та зустрічі з бездомними у Гувервілі її повертають до притулку, де жорстока доглядачка міс Ханніган карає її додатковими справами. Помічниця мільярдера Олівера Ворбакса, Грейс Фаррелл, забирає Енні до особняка Ворбакса на Різдво, де той вирішує допомогти їй знайти батьків, але підступний брат Ханніган, Рустер (укр. Кугут), планує використати ситуацію на свою користь. Зрештою, Ворбакс намагається удочерити Енні, обіцяючи знайти її справжніх батьків, проте нова злочинна змова загрожує її новому щасливому життю.

### Акт II
Енні з'являється на радіошоу Берта Гілі, де Ворбакс оголошує про нагороду в 50 тисяч доларів за інформацію про її справжніх батьків, після чого шоу переходить до музичної частини. Пара, яка видає себе за батьків Енні, насправді є переодягненими Рустером і Лілі, які змовляються з міс Ханніган, щоб отримати нагороду. Ворбакс бере Енні до Вашингтона, де президент Рузвельт та його Кабінет міністрів надихаються її оптимізмом, роблячи частиною своєї адміністрації. Повернувшись додому, Ворбакс з'ясовує, що батьки Енні загинули, а Рустер і Лілі разом із міс Ханніган заарештовані; Ворбакс офіційно удочеряє Енні, і всі святкують Різдво.

## Персонажі
| Персонажі                                                              | Опис |
| ---------------------------------------------------------------------- | --- |
| Татусь / Олівер Варбакс                                                | Бізнесмен-мільярдер, який відкриває свій дім — і своє серце — Енні. |
| Енні Беннет                                                            | Титульний персонаж. Смілива та оптимістична 11-річна сирота, яка шукає своїх рідних батьків. Зрештою її удочерив Олівер Ворбакс. |
| Грейс Фаррелл                                                          | Вірна секретарка Олівера Ворбакса, яка любить Енні з самого початку. |
| Міс Агата Ханніган                                                     | Розчарована матрона притулку. Вона ненавидить дітей (яких навантажує домашніми справами і надмірним контролем), але захоплюється алкогольними напоями. Коли Енні йде до Ворбаксів, вона розраховує на свого молодшого брата Рустера та його дівчину Лілі, щоб повернути Енні назад та запобігти удочерінню. |
| Рустер («Кугут») / Деніел Ханніган                                     | Молодший брат міс Ханніган, каторжник, який утік з в'язниці, щоб мати змогу викрасти Енні та повернути до своєї сестри. |
| Лілі Сент-Реджис                                                       | Подруга «Кугута», егоїстична золотошукачка. Вони з Рустером видають себе за батьків Енні, щоб обдурити Ворбаксів і отримати винагороду в $50 тисяч. |
| Дрейк                                                                  | Дворецький в особняку Ворбаксів; добрий друг Грейс, Енні та Уорбакса. |
| Франклін Рузвельт                                                      | Президент США, який допомагає Ворбаксам у пошуках батьків Енні. Після зустрічі з Енні надихається на Новий курс та відновлення економіку. |
| Моллі                                                                  | Наймолодша 6-річна сирота, найкраща подруга Енні. Смілива, дуже хоче мати сім'ю. |
| Пеппер                                                                 | Найвладніша 12-річна сирота, яка любить все контролювати, конфліктує з Енні. Хуліганка, схильна скаржитися та грубіянити. |
| Даффі                                                                  | Найстарша 13-річна сирота, яка вештається з Пеппер. |
| Джулай                                                                 | Найскромніша 13-річна сирота, «мати» для всіх сиріт. |
| Тессі                                                                  | 10-річна сирота-плакса, відома реплікою «Oh my goodness». |
| Кейт                                                                   | Найсоромливіша 7-річна сирота, неговірка, але має й пустотливу сторону — любить жартувати з Ханніган. |
| Луї Брандейс                                                           | Помічник судді Верховного суду США, якого закликають допомогти в усиновленні Енні. |
| Берт Гілі                                                              | Диктор радіо, який погоджується розповідати про пошуки Енні своїх батьків. |
| Сестри Бойлан                                                          | Співаки в Шоу Берта Гілі, які сподіваються колись стати відомими. |
| Фред Маккрекен і Вакі                                                  | Черевомовець і його манекен, які є гостями в годині посмішок Oxydent Берта Гілі . |
| Лейтенант Ворд                                                         | Поліцейський, посланий за Енні, знаходить її в місцевому нетрі, Гувервіль. |
| Сенді                                                                  | Покинутий собака змішаної породи, який, як тільки Енні рятує його, стає її компаньйоном і улюбленцем. |
| Бандлз                                                                 | Праль, який спочатку допомагає Енні втекти. |
| Корделл Галл, Френсіс Перкінс, Луї Гоу, Гарольд Ікес і Генрі Моргентау | Члени Кабінету Франкліна Рузвельта, які співають репризу «Tomorrow» з Ворбаксом і Енні. |
| Майбутня зірка                                                         | Майбутня зірка Бродвею, яка співає соло в «NYC» |
| Місіс Грір, місіс П'ю, Сесіль і Аннет                                  | Слуги Ворбакса. Вони багато займаються домашнім господарством і часто під наглядом Дрейка та Грейс. |
| Ловець собак і помічник Ловця собак                                    | Персонажі, які намагаються зловити Сенді. |
| Софі та продавець яблук                                                | Діти-жителі Гувервіля. |
| Кальтенборн і радіодиктори                                             | Диктори на радіо. |
| Ашеретт                                                                | Жінка-наглядачка, яка розсаджує Енні, Грейс і Ворбакса в кінотеатрі. |
| Джиммі Джонсон                                                         | Гість години посмішок Oxydent Берта Гілі, який називає себе «єдиним диктором радіо в масці». |
| Майстер спецефектів                                                    | Учасник радіошоу Берта Гілі, який контролює звукові ефекти для шоу та керує глядачами у студії. |
| Чоловіки та жінки Гувервіля                                            | Бездомні чоловіки та жінки, які живуть у халупах у місті Гувервіль. |